# 769 km (Kazachstan)
769 km (kaz. 769 км; ros. 769 км) – przystanek kolejowy w miejscowości Topar, w rejonie Abaj, w obwodzie karagandyjskim, w Kazachstanie. Położony jest na linii Astana – Szu, na trasie Nowego Jedwabnego Szlaku.